# جائزة ألمانيا الكبرى 1959
جائزة ألمانيا الكبرى 1959 هو سباق فورمولا 1 أقيم بتاريخ 2 أغسطس 1959 في برلين الغربية، ألمانيا الغربية. كان السادس من أصل 9 في بطولة العالم لسباقات الفورمولا واحد موسم 1959. فاز به البريطاني توني بروكس.